# Рідинна пружина
Рідина пружина — механічний пристрій, що виконує функцію пружини, в якому пружним елементом є рідина.

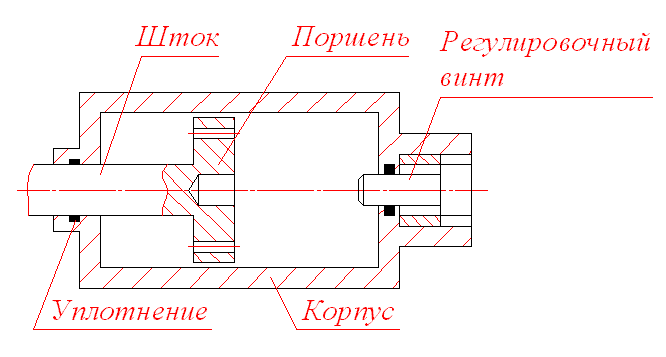
Конструктивна схема рідинної пружини

Принцип дії рідинної пружини полягає у наступному. При русі поршня вправо (див. рисунок) рідина стискається, оскільки частина об'єму рідини, що витісняється з поршневої порожнини, займає шток. Коли зусилля на штоку зменшується, рідина розширюється і поршень рухається вліво.
Зусилля на штоку в рідинній пружині досить великі, оскільки рідини мають дуже малу стисливість; тиск рідин досягає сотень МПа.
Іноді для забезпечення більшого ходу штока рідинні пружини виготовляють із двома штоками (різного діаметра).
Перевагою рідинних пружин є простота забезпечення первісної затяжки пружини (це здійснюється за допомогою регулювального гвинта).
Недоліком пружин даного типу є велике нагрівання при роботі.
Рідинні пружини застосовуються як потужні амортизатори в літакових шасі, в системах імпульсного гідроприводу та ін.